# Willie Brown (Politiker)

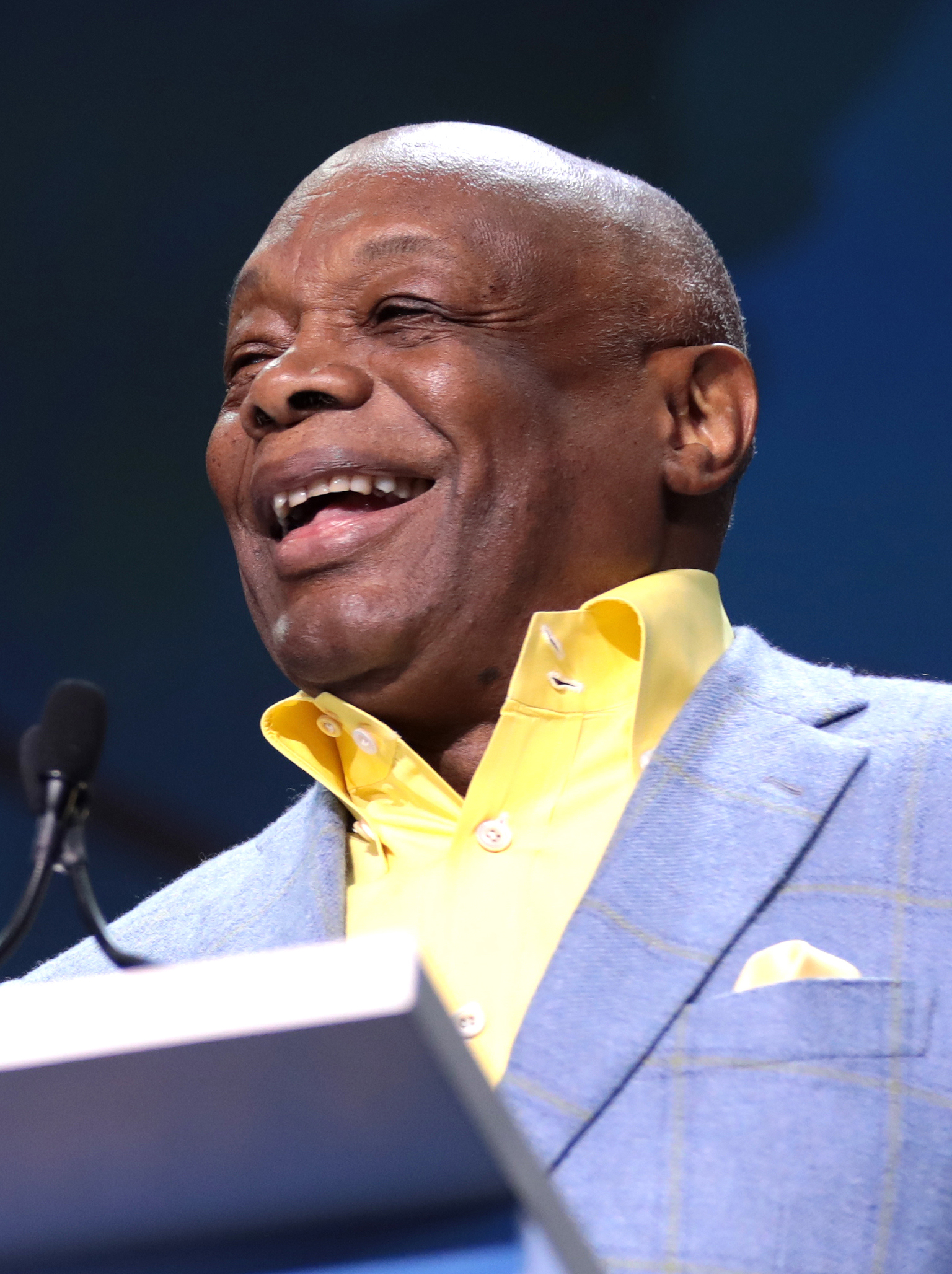
Willie Brown

Willie Lewis Brown Jr. (* 20. März 1934 in Mineola, Texas) ist ein US-amerikanischer Rechtsanwalt und Politiker (Demokratische Partei). Er war der erste schwarze Bürgermeister von San Francisco.

## Biografie

### Familie, Ausbildung und Beruf
Brown war das vierte von fünf Kindern von Boyd und Lewis Brown. Er absolvierte die Mineola Coloured High School. Als Schuhputzer, Hausmeister, Bratenkoch und Feldarbeiter verdiente er sein erstes Geld. 1951 zog er nach San Francisco und studierte am San Francisco State College, jobbte zugleich in verschiedenen Bereichen und war Mitglied der Alpha Phi Alpha-Bruderschaft. Er erwarb 1955 einen Bachelor in Politikwissenschaft. Von 1955 bis 1958 war er im Militärdienst bei einem medizinischen Bataillon. Zeitgleich studierte er Rechtswissenschaften an der University of California am Hastings College of the Law und erwarb 1958 den Juris Doctor (JD).
Zunächst war er in San Francisco als Anwalt tätig und gründete später eine Kanzlei für Strafrecht, die er in den 1970er/80er Jahren ständig vergrößerte. Er wirkte in einer Bürgerrechtsbewegung gegen die Diskriminierung von Schwarzen.
Brown legte erheblichen Wert auf sein Äußeres, trug anspruchsvolle Anzüge und betonte „Die Macht der Kleidung“. Er hatte zudem eine exklusive Sammlung von Autos.
Brown ist seit 1958 verheiratet (getrennt ab 1982) und hat drei Kinder. Er hat zudem eine Tochter mit einer politischen Spendensammlerin. In den 1990er Jahren war er mit der damaligen Bezirksstaatsanwältin Kamala Harris liiert.

### Politik
1962 verlor Brown die Wahl zur California State Assembly und gewann 1964 bei seinem zweiten Versuch; bis 1995 wurde er wiedergewählt und übernahm wichtige Funktionen in dem Gremium. 1980 wurde er zum Speaker der Parlamentskammer gewählt, gleichermaßen mit Stimmen von Republikanern und Demokraten. Er nahm dieses Amt bis 1995 wahr.
Von 1975 bis 1978 unterstützte er die von Jim Jones geführte Sekte Peoples Temple (Volkstempel), die 1978 in Jonestown, Guyana, einen von Jones befohlenen Massenselbstmord beging, bei der 900 Anhänger starben.

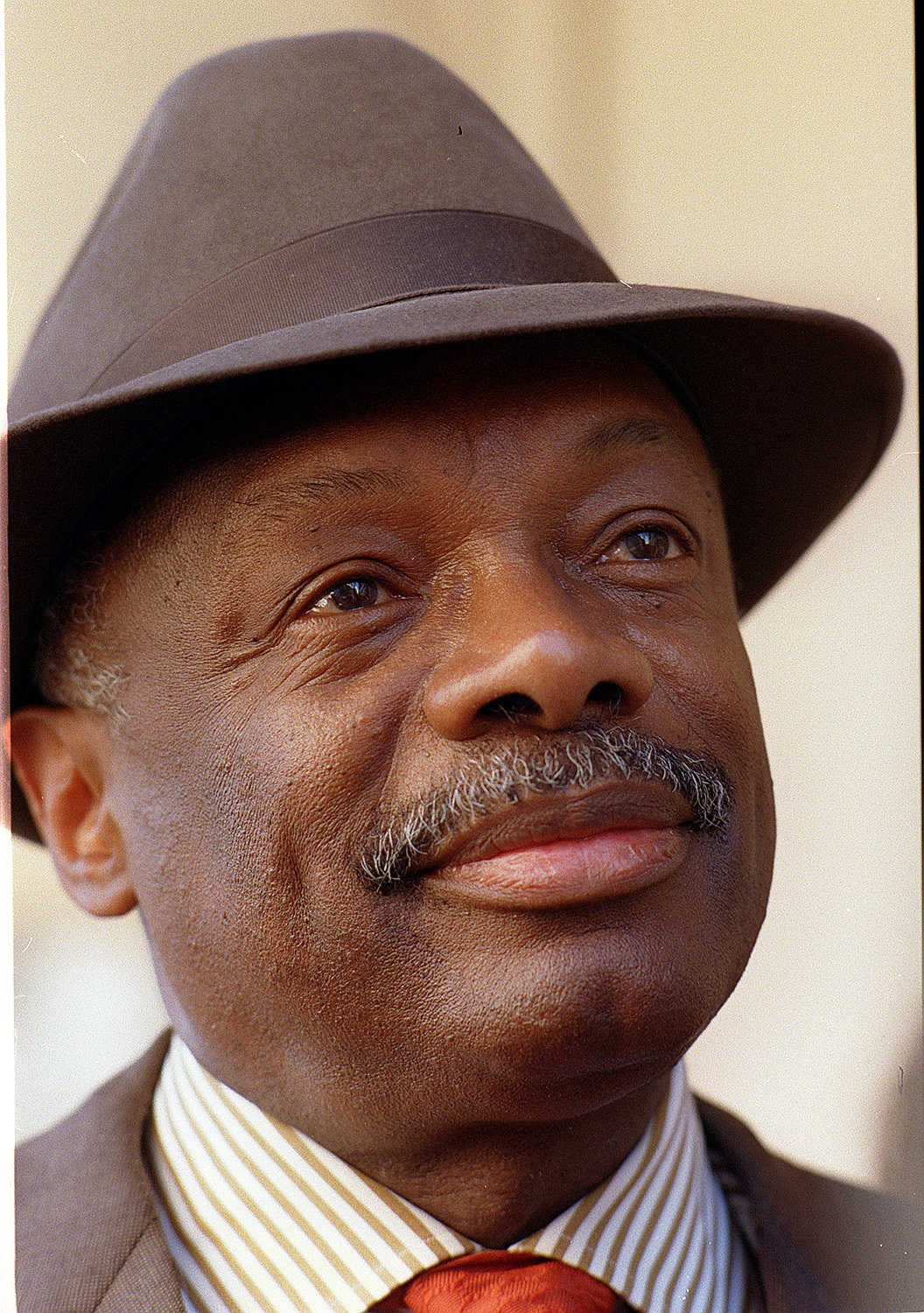
Brown trägt einen seiner vielen modischen Hüte

### Bürgermeister
1996 wurde Brown in einer Stichwahl der 41. Bürgermeister von San Francisco als Nachfolger von Frank Jordan (Demokratische Partei). Nach einer Wiederwahl nahm er dieses Amt bis 2004 wahr. Er wirkte intensiv bei neuen Entwicklungen in der Stadtplanung mit und setzte starke Impulse in der Sozialpolitik sowie beim Ausbau des städtischen Bussystems. Ihm folgte Gavin Newsom als Bürgermeister (Demokratische Partei).

### Weitere Aktivitäten
2006 moderierte Brown eine morgendliche Radiosendung und trat in den 1990er und 2000er Jahren bei verschiedenen Shows im Fernsehen auf. Er gründete das gemeinnützige Willie L. Brown Jr. Institut für Politik und öffentlichen Dienst. Mit der Foundation Fighting Blindness arbeitete er zusammen, um das Bewusstsein für seine vererbte Augenkrankheit, der Retinopathia pigmentosa (RP), zu schärfen.
Der Regisseur Francis Ford Coppola engagierte ihn als Schauspieler in Nebenrollen in den Filmen
- Der Pate III (1990)
- George – Der aus dem Dschungel kam (1997)
- Just One Night – Hochzeit mit Hindernissen (Just One Night, 2000)
- Plötzlich Prinzessin (The Princess Diaries, 2001)
- Hulk (2003)
- Pig Hunt – Dreck, Blut und Schweine (Ping Hunt, 2008)
- America is still the Place (2015)

## Ehrungen
- 1996: Golden Plate Award der American Academy of Achieveme
- 2018: Spingarn-Medaille der NAACP

## Werke
- Autobiografie von 2008, Basic Brown